# Кристијан Ериксен
Кристијан Данеман Ериксен (дан. Christian Dannemann Eriksen; рођен 14. фебруара 1992. у Миделфарту) дански је фудбалер. Тренутно наступа за Манчестер јунајтед. Раније је наступао за Ајакс, Тотенхем хотспер и Интер. За данску репрезентацију је дебитовао у марту 2010. године на Светском првенству 2010. у Јужној Африци. У 2011. години је именован за Холандски таленат године, такође је именован за данског фудбалера године. На Европском првенству 2021. године, на утакмици групне фазе против Финске, колабирао је и био је реанимиран, али је успео да преживи.

## Највећи успеси
Ајакс
- Првенство Холандије (3) : 2010/11, 2011/12, 2012/13.
- Куп Холандије (1) : 2009/10.
- Суперкуп Холандије (1) : 2013.

Тотенхем
- Лига куп Енглеске : финале 2014/15.
- Лига шампиона : финале 2018/19.

Интер
- Првенство Италије (1) : 2020/21.
- Лига Европе : финале 2019/20.

Манчестер јунајтед
- ФА куп (1) : 2023/24.